# ノッシス
ノッシス（古代ギリシア語: Νοσσίς、Nossis、紀元前300年頃）は、南イタリアのエピゼピュリオイ・ロクロイ（ロクリス）出身のヘレニズム時代のギリシア語詩人である。彼女はヘレニズム時代の劇作家リントーンに献げるエピタフ（碑銘詩）を書いたことから、紀元前3世紀初頭に活躍したと考えられる。

## 概説
ノッシスは主として、宗教的な奉献のエピグラム詩やエピタフを書いた。彼女のエピグラム詩は、彼女自身がライバルだと述べていたサッポーに触発されたものだった。彼女はまた、エーリンナとアニュテーから影響を受けていると思える。テッサロニケのアンティパトロスは「卓越した9人の女流詩人」の一人に彼女を含め認めている。
ノッシスは古代ギリシアの女流詩人としては、もっとも作品が残っている詩人の一人である。彼女の作とされる12編のエピグラム詩が『ギリシア詞華集』の一部として現存しているが、その大部分は女性に関する作品である。これらの作品の一つは『パラティン詞華集』5.170 として残っているが、サッポーの「フラグメント16」（fragment 16）を模倣したものである。ガダラのメレアグロスは、その詞華集である『花冠』において、もっとも優れたギリシアの歌手の一人のなかに彼女を数えている。
ノッシスはその作品において、彼女の母親は、クレーウーカース（Cleouchas）の娘で、テウピラ（Theuphila）という名だったと述べている。別のエピグラムにおいては、彼女は自分にはメリンノーという名の娘がいたと言及しており、この人物はおそらく詩人のメリンノーである。